# بيرني كاستيس
بيرني كاستيس (بالإنجليزية: Bernie Custis)‏ هو لاعب كرة قدم كندية أمريكي، ولد في 23 سبتمبر 1928 في واشنطن العاصمة في الولايات المتحدة، وتوفي في 23 فبراير 2017 في بيرلينجتون في كندا.